# Florent Serra
Florent Serra, né le 28 février 1981 à Bordeaux (France), est un joueur de tennis français, professionnel de 2000 à 2015.

## Sa carrière

### Jeunesse
À l'âge de six ans, Florent Serra part en Alsace avec ses parents pour revenir en Gironde à 12 ans. À Bordeaux, il évolue dans le club du Bouscat (US Bouscat), à l'époque un des plus importants clubs de la région.
Entraîné par son père, Jean-Luc, il ne cesse pas de progresser. Après avoir passé son bac à Bordeaux, il intègre le centre d'entraînement de Roland-Garros à Paris afin de devenir un joueur professionnel. Il continue cependant ses études en parallèle ; mais il se rend compte qu'il ne peut allier les entraînements intensifs et ses études supérieures.

### Entrée sur le circuit professionnel
Florent Serra entre sur le circuit professionnel en 2000. Il dispute son premier tournoi sur le circuit ATP lors du tournoi d'Adélaïde en 2003.
En 2004, pour son premier tournoi de Roland Garros, il rate de peu le deuxième tour en manquant pas moins de 9 balles de matchs contre Vincent Spadea 5-7, 6-1, 6-3, 67-7, 7-9. 

### Les succès
Au Masters du Canada 2005, il élimine Lleyton Hewitt par abandon, avant de remporter en septembre son premier tournoi ATP à Bucarest. Par ailleurs, il s'illustre lors de deux tournois Challenger à Mexico et Rimini. Il termine l'année 86e à la race. Ses meilleurs résultats en Grand Chelem sont deux 1/32 à Roland-Garros et l'US Open en 2005.
En 2005, Florent Serra a donc fait un bond de 159 places au classement ATP. En 2006, il remporte la finale du tournoi d’Adélaïde, contre le Belge Xavier Malisse en deux sets (6-3, 6-4). Il a battu au cours du tournoi Michaël Llodra, Tommy Robredo, Jarkko Nieminen puis Dominik Hrbatý, sa première victoire face à un membre du top 20.
En 2009, il atteint la finale du tournoi de Casablanca.
En 2010, Il parvient pour la première fois au 3e tour de l'Open d'Australie en sauvant deux balles de matchs lors du 2e tour contre Jarkko Nieminen (3-6, 6-4, 5-7, 7-64, 7-5). À l'occasion du Masters de Miami, il rencontre au 3e tour le no 1 mondial Roger Federer dans un match serré où il s'incline en deux tie-breaks (7-62, 7-63). Il échoue en demi-finale de Casablanca contre Victor Hănescu, puis à Roland-Garros au 2e tour contre Fernando Verdasco, no 9 mondial (bien qu'il lui ait infligé un 6-0 au quatrième set).
L'année 2011 est moins satisfaisante sur le plan des résultats, avec plusieurs 1/8 de finale à Bucarest, Memphis, Delray Beach et une demi-finale dans le Challenger de Nouméa.
En 2012, il atteint le 2e tour de l'Open d'Australie alors qu'il était mené 2 sets à 0, mais son adversaire Steve Darcis est contraint à l'abandon (63-7, 3-6, 5-4 abandon). À Roland-Garros, alors qu'il bénéficie de l'abandon de Feliciano López (no 17 mondial) au premier tour, Florent Serra échoue dès le tour suivant contre Łukasz Kubot par 60-7, 2-6, 64-7.

### Vers la retraite
En 2013, Florent Serra ne dépasse pas le troisième et dernier tour des qualifications de l'Open d'Australie, ainsi que les premiers tours de Montpellier, Dubaï et Roland-Garros.
Il annonce sa retraite sportive à l'issue à l'occasion des Interclubs de première division, en décembre 2015.

### Reconversion
Depuis l'arrêt de sa carrière, il est consultant tennis pour Eurosport, Canal+,Canal+ Overseas et  Tennisbreaknews. En 2016, il devient également consultant pour RMC et commente notamment le Tournoi de Roland-Garros avec Éric Salliot. En décembre 2018 il se porte candidat au capitanat de l'équipe de France de Coupe Davis en proposant de sortir de la tradition qui veut que l'on mette toujours un ancien Français top 10 ou/et qui a gagné la Coupe.

## Victoires sur le top 10
- Lleyton Hewitt, no 3, au Masters du Canada 2005 (dur),
- James Blake, no 7, au Masters de Rome 2006 (terre battue),
- Tommy Robredo, no 8, à l'Open de Bois-le-Duc 2006 (gazon),
- James Blake, no 8, au Masters de Miami 2007 (dur),
- Nikolay Davydenko, no 5, à l'Open d'Amersfoort 2007 (terre battue).
- En 2009 à l'Open de Halle (gazon), il obtient deux balles de matchs face à Novak Djokovic no 4 mondial[4].

## Palmarès

### Titres en simple messieurs
| No | Date       | Nom et lieu du tournoi                           | Catégorie   | Dotation  | Surface      | Finaliste      | Score    |          |
| -- | ---------- | ------------------------------------------------ | ----------- | --------- | ------------ | -------------- | -------- | -------- |
| 1  | 12-09-2005 | BCR Open Romania, Bucarest                       | Int' Series | 355 000 $ | Terre (ext.) | Igor Andreev   | 6-3, 6-4 | Parcours |
| 2  | 02-01-2006 | Next Generation Adelaide International, Adélaïde | Int' Series | 394 000 $ | Dur (ext.)   | Xavier Malisse | 6-3, 6-4 | Parcours |

### Finale en simple messieurs
| No | Date       | Nom et lieu du tournoi           | Catégorie | Dotation  | Surface      | Vainqueur           | Score    |          |
| -- | ---------- | -------------------------------- | --------- | --------- | ------------ | ------------------- | -------- | -------- |
| 1  | 06-04-2009 | Grand-Prix Hassan II, Casablanca | ATP 250   | 398 250 € | Terre (ext.) | Juan Carlos Ferrero | 6-4, 7-5 | Parcours |

### Finale en double messieurs
| No | Date       | Nom et lieu du tournoi     | Catégorie   | Dotation  | Surface      | Vainqueurs                    | Partenaire   | Score            |          |
| -- | ---------- | -------------------------- | ----------- | --------- | ------------ | ----------------------------- | ------------ | ---------------- | -------- |
| 1  | 09-07-2007 | Allianz Suisse Open Gstaad | Int' Series | 471 000 $ | Terre (ext.) | František Čermák Pavel Vízner | Marc Gicquel | 5-7, 7-5, [10-7] | Parcours |

## Parcours dans les tournois duGrand Chelem

### En simple
| Année | Open d'Australie | Open d'Australie | Internationaux de France | Internationaux de France | Wimbledon       | Wimbledon        | US Open         | US Open         |
| ----- | ---------------- | ---------------- | ------------------------ | ------------------------ | --------------- | ---------------- | --------------- | --------------- |
| 2001  | —                | —                | Q1                       | Diego Moyano             | —               | —                | —               | —               |
| 2002  | —                | —                | Q1                       | Kevin Kim                | —               | —                | —               | —               |
| 2003  | Q2               | Todd Larkham     | Q2                       | Joan Balcells            | —               | —                | —               | —               |
| 2004  | Q1               | Werner Eschauer  | 1er tour (1/64)          | V. Spadea                | —               | —                | —               | —               |
| 2005  | 1er tour (1/64)  | T. Dent          | 2e tour (1/32)           | R. Štěpánek              | —               | —                | 2e tour (1/32)  | M. Mirnyi       |
| 2006  | 1er tour (1/64)  | D. Ferrer        | 2e tour (1/32)           | P.-H. Mathieu            | 1er tour (1/64) | L. Dlouhý        | 1er tour (1/64) | A. Roddick      |
| 2007  | 2e tour (1/32)   | S. Querrey       | 2e tour (1/32)           | C. Moyà                  | 2e tour (1/32)  | J. Tipsarević    | 2e tour (1/32)  | D. Ferrer       |
| 2008  | 2e tour (1/32)   | R. Nadal         | 3e tour (1/16)           | R. Ginepri               | 2e tour (1/32)  | A. Seppi         | 2e tour (1/32)  | I. Karlović     |
| 2009  | 1er tour (1/64)  | R. Karanušić     | 1er tour (1/64)          | F. Verdasco              | 1er tour (1/64) | P. Kohlschreiber | 2e tour (1/32)  | F. Verdasco     |
| 2010  | 3e tour (1/16)   | A. Murray        | 2e tour (1/32)           | F. Verdasco              | 2e tour (1/32)  | D. Ferrer        | 2e tour (1/32)  | D. Nalbandian   |
| 2011  | 1er tour (1/64)  | J. Isner         | 1er tour (1/64)          | I. Andreev               | 1er tour (1/64) | A. Haider-Maurer | —               | —               |
| 2012  | 2e tour (1/32)   | Lu Y-h.          | 2e tour (1/32)           | Ł. Kubot                 | 2e tour (1/32)  | K. Nishikori     | 1er tour (1/64) | J. M. del Potro |
| 2013  | Q3               | Maxime Authom    | 1er tour (1/64)          | N. Davydenko             | —               | —                | 1er tour (1/64) | F. López        |

N.B. : à droite du résultat se trouve le nom de l'ultime adversaire.

### En double
| Année | Open d'Australie             | Open d'Australie     | Internationaux de France            | Internationaux de France    | Wimbledon                 | Wimbledon              | US Open                  | US Open                |
| ----- | ---------------------------- | -------------------- | ----------------------------------- | --------------------------- | ------------------------- | ---------------------- | ------------------------ | ---------------------- |
| 2004  | —                            | —                    | 1er tour (1/32) J. Haehnel          | M. Hood S. Prieto           | —                         | —                      | —                        | —                      |
| 2005  | —                            | —                    | 1er tour (1/32) J. Haehnel          | I. Andreev N. Davydenko     | —                         | —                      | —                        | —                      |
| 2006  | 1er tour (1/32) T. Ascione   | T. Berdych C. Suk    | 1er tour (1/32) T. Ascione          | J. Benneteau N. Mahut       | 1er tour (1/32) G. Simon  | P. Hanley K. Ullyett   | 1er tour (1/32) G. Simon | L. Dlouhý P. Vízner    |
| 2007  | 2e tour (1/16) M. Gicquel    | W. Moodie T. Perry   | 1er tour (1/32) M. Gicquel          | P. Hanley K. Ullyett        | 2e tour (1/16) M. Gicquel | M. Knowles D. Nestor   | 1/8 de finale G. Simon   | R. Kendrick S. Querrey |
| 2008  | 2e tour (1/16) Lee H-t.      | C. Kas R. Wassen     | 1er tour (1/32) T. Ascione          | P. Hanley T. Perry          | 1er tour (1/32) J. Chardy | L. Arnold Ker L. Horna | —                        | —                      |
| 2009  | 1er tour (1/32) J. Benneteau | B. Soares K. Ullyett | 1er tour (1/32) J. Haehnel          | J. Benneteau N. Mahut       | —                         | —                      | 1er tour (1/32) F. Moser | F. Čermák M. Mertiňák  |
| 2010  | —                            | —                    | —                                   | —                           | —                         | —                      | —                        | —                      |
| 2011  | —                            | —                    | —                                   | —                           | —                         | —                      | —                        | —                      |
| 2012  | —                            | —                    | —                                   | —                           | —                         | —                      | —                        | —                      |
| 2013  | —                            | —                    | 1/8 de finale J. Dasnières de Veigy | M. Fyrstenberg M. Matkowski | —                         | —                      | —                        | —                      |
| 2014  | —                            | —                    | 1er tour (1/32) M. Teixeira         | M. González J. Mónaco       | —                         | —                      | —                        | —                      |
| 2015  | —                            | —                    | 1er tour (1/32) M. Teixeira         | A. Krajicek D. Young        |                           |                        |                          |                        |

N.B. : le nom du ou de la partenaire se trouve sous le résultat ; le nom des ultimes adversaires se trouve à droite.

## Parcours dans lesMasters 1000
| Année | Indian Wells              | Miami                  | Monte-Carlo          | Rome                 | Hambourg puis Madrid | Canada                | Cincinnati               | Madrid puis Shanghai  | Paris                |
| ----- | ------------------------- | ---------------------- | -------------------- | -------------------- | -------------------- | --------------------- | ------------------------ | --------------------- | -------------------- |
| 2005  | —                         | —                      | —                    | —                    | —                    | 2e tour M. Ančić      | —                        | —                     | 1er tour S. Wawrinka |
| 2006  | 1er tour P. Kohlschreiber | 3e tour M. Ančić       | 2e tour I. Ljubičić  | 2e tour M. Ančić     | 2e tour T. Robredo   | 1er tour S. Grosjean  | 1/8 de finale T. Robredo | 1er tour A. Calleri   | 1er tour K. Vliegen  |
| 2007  | 2e tour J. Blake          | 3e tour F. López       | 1er tour A. Clément  | —                    | 2e tour I. Ljubičić  | —                     | —                        | —                     | —                    |
| 2008  | 1er tour X. Malisse       | —                      | —                    | —                    | —                    | —                     | 2e tour R. Nadal         | 1er tour R. Söderling | 2e tour R. Nadal     |
| 2009  | 1er tour A. Montañés      | 1er tour J. Benneteau  | 1er tour I. Karlović | 1er tour R. Štěpánek | 2e tour N. Davydenko | 1er tour R. Schüttler | 1er tour I. Ljubičić     | —                     | —                    |
| 2010  | 2e tour T. Berdych        | 3e tour R. Federer     | 2e tour N. Djokovic  | —                    | —                    | —                     | —                        | 1er tour J. Mónaco    | 2e tour T. Berdych   |
| 2011  | 2e tour M. Čilić          | 1er tour P. Petzschner | —                    | —                    | —                    | —                     | —                        | —                     | —                    |

N.B. : sous le résultat se trouve le nom de l’ultime adversaire.

## Classement ATP en fin de saison

### En simple
| Année | 2000 | 2001 | 2002 | 2003 | 2004 | 2005 | 2006 | 2007 | 2008 | 2009 | 2010 | 2011 | 2012 | 2013 | 2014 |
| Rang  | 536  | 313  | 202  | 220  | 209  | 50   | 61   | 91   | 59   | 65   | 69   | 171  | 120  | 218  | 339  |

### En double
| Année | 2000 | 2001 | 2002 | 2003 | 2004 | 2005 | 2006 | 2007 | 2008 | 2009 | 2010 | 2011 | 2012 | 2013 | 2014 |
| Rang  | 964  | 1003 | 934  | 1487 | 741  | 655  | 176  | 128  | 421  | -    | 741  | 1043 | 759  | 242  | 986  |

Source : (en) Classements de Florent Serra sur le site officiel de la Fédération internationale de tennis

## Vie privée
Il est marié depuis le 7 juillet 2012 à Séverine de Cordova. Ils ont un fils Raphaël (2014).
Un deuxième enfant est né en 2017, prénommé Gabriel.